# Институт физики атмосферы имени А. М. Обухова РАН
Учреждение Российской академии наук Институт физики атмосферы им. А. М. Обухова РАН (Институт физики атмосферы РАН, ИФА РАН) был образован в 1956 году при реорганизации бывшего Геофизического института АН СССР. Институт был организован по инициативе академика Александра Михайловича Обухова. В 1994 году институту было присвоено его имя.

## Научные направления
Основными направлениями научной деятельности института являются:
- Диагностика и моделирование климата, параметризация климатообразующих процессов, исследование взаимодействия облачности, аэрозоля и радиации, взаимодействие атмосферы с подстилающей поверхностью, изучение региональных проявлений глобальных изменений климата
- Исследование и мониторинг газового состава атмосферы и атмосферных примесей, их долговременных изменений и возможных последствий для окружающей среды и климата Земли
- Динамика и статистика волновых и вихревых движений, теория анизотропной турбулентности атмосферы, акустические и внутренние гравитационные волны в атмосфере, акустическое зондирование нижней и средней атмосферы
- Спутниковое и рефрактометрическое зондирование атмосферы
- Мониторинг и прогноз временных и пространственных изменений характеристик верхней атмосферы

## Структура
В состав института входят:
- Научные станции
  - Звенигородская научная станция
  - Цимлянская научная станция

Мемориальная доска Александру Обухову на здании института

  - Кисловодская высокогорная научная станция
- Отдел исследования состава атмосферы
  - Лаборатория оптики и микрофизики аэрозоля
  - Лаборатория атмосферной спектроскопии
  - Лаборатория газовых примесей атмосферы
- Отдел динамики атмосферы
  - Лаборатория турбулентности и распространения волн
  - Лаборатория геофизической гидродинамики
  - Радиоакустическая лаборатория
  - Лаборатория взаимодействия атмосферы и океана
- Отдел исследования климатических процессов
  - Лаборатория математической экологии
  - Лаборатория физики верхней атмосферы
  - Лаборатория моделирования атмосферного переноса
  - Лаборатория теории климата
  - Лаборатория парниковых газов

## Директора института
- Обухов, Александр Михайлович — академик АН СССР, основатель института и его директор в 1956—1989 годах
- Голицын, Георгий Сергеевич — академик РАН, директор института в 1990—2008 годах
- Мохов, Игорь Иванович — академик РАН, директор института в 2009—2018 годах
- Куличков, Сергей Николаевич — директор института в 2018—2023 годах
- Семёнов, Владимир Анатольевич — академик РАН, директор института с 2023 года